# Witness: The Tour
Witness: The Tour foi a quarta turnê mundial da cantora americana Katy Perry, em apoio ao seu quinto álbum de estúdio Witness (2017). Teve início em 19 de setembro de 2017 no Bell Centre em Montreal, no Canadá, e teve seu termino em 21 de agosto de 2018 na Spark Arena em Auckland, Nova Zelândia.

## Antecedentes e anúncio
Em 15 de maio de 2017, Perry confirmou que o seu novo álbum Witness seria lançado em 9 do mês seguinte, e que também começaria a Witness: The Tour em 7 de setembro do mesmo ano para divulgá-lo, com a AEG Live servindo como a promotora da turnê. Além disso, divulgou que cada ingresso da etapa norte-americana viria acompanhado de uma cópia do álbum, e que um dólar de cada bilhete desta fase seria doado para a ONG Boys & Girls Clubs of America, que trabalha com o acesso de jovens de classes baixas a educação de qualidade.
Devido à demanda, após o início da pré-venda, Perry anunciou uma série de datas extras: uma no Madison Square Garden em Nova Iorque, no TD Garden em Boston, e no United Center em Chicago, bem como duas apresentações adicionais no Staples Center em Los Angeles. Em 2 de junho de 2017, as primeiras datas europeias foram anunciadas. Dias mais tarde, um segundo show na The O2 Arena em Londres foi anunciado. Ao final do mês, as datas australianas foram anunciadas. No final de julho, três novos concertos foram adicionados ao itinerário do país, devido ao esgotamento rápido e alta demanda dos ingressos.
A turnê estava originalmente programada para começar em 7 de setembro de 2017 no Schottenstein Center, em Columbus, Ohio, porém Perry revelou através de seu Instagram em 17 de agosto de 2017 que, em decorrência a atrasos na produção, o início da digressão foi reagendado para 19 de setembro no Bell Centre, em Montreal. No mesmo comunicado, ela também revelou os atos de abertura: a cantora Noah Cyrus entre 19 de setembro até 1º de novembro, a banda Purity Ring entre 7 de novembro e 20 de dezembro, e a cantora Carly Rae Jepsen entre 5 de janeiro e 5 de fevereiro de 2018. O atraso na produção também causou o cancelamento do concerto no KeyBank Center, em Buffalo, Nova Iorque, originalmente agendado para 16 de setembro de 2017.

## Repertório
O repertório abaixo é constituído do show feito em 2 de outubro de 2017 em Nova Iorque, não sendo representativo de todos os concertos.
1. "Witness"
2. "Roulette"
3. "Dark Horse"
4. "Chained to the Rhythm"
5. "Teenage Dream"
6. "Hot n Cold"/"Last Friday Night (T.G.I.F.)/"California Gurls"
7. "I Kissed a Girl"
8. "Déjà Vu"
9. "Tsunami"
10. "E.T."
11. "Bon Appétit" (contém elementos de "What Have You Done for Me Lately" da cantora Janet Jackson)
12. "Thinking of You"
13. "Power"
14. "Hey Hey Hey"
15. "Part of Me"
16. "Swish Swish"
17. "Roar"
18. "Firework"

- Perry apresenta "Save as Draft" em datas selecionadas.[14]
- No show realizado em 6 de outubro de 2017 em Nova Iorque, Perry interpretou uma versão acústica de "Part of Me" antes de "Power", ao invés de cantá-la ao final do concerto como o habitual, como uma dedicação aos seus fãs por virem após o tiroteio ocorrido em Las Vegas dias antes.[15][16]
- No show realizado em São Paulo e no Rio de Janeiro, Katy cantou  Unconditionally.
- No show realizado no Rio de Janeiro, Katy cantou Unconditionally homenageando a vereadora Marielle Franco e seu motorista, que foram assasinados semanas antes do show, e a alguns metros do local do assassinato. Ela recebeu as filhas da vereadora no palco, e foi aplaudida pelo público.
- Nos últimos shows da turnê Perry cantou a versão acústica de Wide Awake.
- No show realizado em Tóquio Katy cantou pela primeira vez a canção "Into Me You See".
- A partir dos shows realizados na Cidade do México,Perry performou "Pendulum,no encore antes de "Firework".

## Datas
| Data                       | Cidade                     | País                       | Local                           | Ato(s) de abertura         | Público                    | Receita                    |
| Etapa 1 — América do Norte | Etapa 1 — América do Norte | Etapa 1 — América do Norte | Etapa 1 — América do Norte      | Etapa 1 — América do Norte | Etapa 1 — América do Norte | Etapa 1 — América do Norte |
| -------------------------- | -------------------------- | -------------------------- | ------------------------------- | -------------------------- | -------------------------- | -------------------------- |
| 19 de setembro de 2017     | Montreal                   | Canadá                     | Bell Centre                     | Noah Cyrus                 | N/A                        | N/A                        |
| 21 de setembro de 2017     | Uncasville                 | Estados Unidos             | Mohegan Sun Arena               | Noah Cyrus                 | 6,334 / 6,554 (96.64%)     | US$ 1,704,881              |
| 22 de setembro de 2017     | Pittsburgh                 | Estados Unidos             | PPG Paints Arena                | Noah Cyrus                 | 8,577 / 12,163 (70.52%)    | US$ 752,651                |
| 24 de setembro de 2017     | Columbus                   | Estados Unidos             | Schottenstein Center            | Noah Cyrus                 | N/A                        | N/A                        |
| 25 de setembro de 2017     | Washington, D.C.           | Estados Unidos             | Capital One Arena               | Noah Cyrus                 | N/A                        | N/A                        |
| 29 de setembro de 2017     | Boston                     | Estados Unidos             | TD Garden                       | Noah Cyrus                 | N/A                        | N/A                        |
| 30 de setembro de 2017     | Boston                     | Estados Unidos             | TD Garden                       | Noah Cyrus                 | N/A                        | N/A                        |
| 2 de outubro de 2017       | Nova Iorque                | Estados Unidos             | Madison Square Garden           | Noah Cyrus                 | 21,688 / 22,667 (95.68%)   | US$ 2,618,096              |
| 6 de outubro de 2017       | Nova Iorque                | Estados Unidos             | Madison Square Garden           | Noah Cyrus                 | 21,688 / 22,667 (95.68%)   | US$ 2,618,096              |
| 8 de outubro de 2017       | Newark                     | Estados Unidos             | Prudential Center               | Noah Cyrus                 | 10,067 / 11,307 (89.03%)   | US$ 1,118,597              |
| 9 de outubro de 2017       | Quebec                     | Canadá                     | Videotron Centre                | Noah Cyrus                 | N/A                        | N/A                        |
| 11 de outubro de 2017      | Brooklyn                   | Estados Unidos             | Barclays Center                 | Noah Cyrus                 | 9,055 / 11,712 (77.31%)    | US$ 1,002,705              |
| 12 de outubro de 2017      | Filadélfia                 | Estados Unidos             | Wells Fargo Center              | Noah Cyrus                 | N/A                        | N/A                        |
| 16 de outubro de 2017      | Louisville                 | Estados Unidos             | KFC Yum! Center                 | Noah Cyrus                 | N/A                        | N/A                        |
| 18 de outubro de 2017      | Nashville                  | Estados Unidos             | Bridgestone Arena               | Noah Cyrus                 | N/A                        | N/A                        |
| 22 de outubro de 2017      | St. Louis                  | Estados Unidos             | Scottrade Center                | Noah Cyrus                 | N/A                        | N/A                        |
| 24 de outubro de 2017      | Chicago                    | Estados Unidos             | United Center                   | Noah Cyrus                 | N/A                        | N/A                        |
| 25 de outubro de 2017      | Chicago                    | Estados Unidos             | United Center                   | Noah Cyrus                 | N/A                        | N/A                        |
| 27 de outubro de 2017      | Kansas City                | Estados Unidos             | Sprint Center                   | Noah Cyrus                 | N/A                        | N/A                        |
| 31 de outubro de 2017      | Toronto                    | Canadá                     | Air Canada Centre               | Noah Cyrus                 | N/A                        | N/A                        |
| 1º de novembro de 2017     | Toronto                    | Canadá                     | Air Canada Centre               | Noah Cyrus                 | N/A                        | N/A                        |
| 7 de novembro de 2017      | Los Angeles                | Estados Unidos             | Staples Center                  | Purity Ring                | N/A                        | N/A                        |
| 8 de novembro de 2017      | Los Angeles                | Estados Unidos             | Staples Center                  | Purity Ring                | N/A                        | N/A                        |
| 10 de novembro de 2017     | Los Angeles                | Estados Unidos             | Staples Center                  | Purity Ring                | N/A                        | N/A                        |
| 14 de novembro de 2017     | San José                   | Estados Unidos             | SAP Center                      | Purity Ring                | N/A                        | N/A                        |
| 24 de novembro de 2017     | Salt Lake City             | Estados Unidos             | Vivint Smart Home Arena         | Purity Ring                | N/A                        | N/A                        |
| 26 de novembro de 2017     | Denver                     | Estados Unidos             | Pepsi Center                    | Purity Ring                | N/A                        | N/A                        |
| 28 de novembro de 2017     | Omaha                      | Estados Unidos             | CenturyLink Center Omaha        | Purity Ring                | N/A                        | N/A                        |
| 29 de novembro de 2017     | Tulsa                      | Estados Unidos             | BOK Center                      | Purity Ring                | N/A                        | N/A                        |
| 1º de dezembro de 2017     | Saint Paul                 | Estados Unidos             | Xcel Energy Center              | Purity Ring                | N/A                        | N/A                        |
| 2 de dezembro de 2017      | Des Moines                 | Estados Unidos             | Wells Fargo Arena               | Purity Ring                | N/A                        | N/A                        |
| 4 de dezembro de 2017      | Milwaukee                  | Estados Unidos             | BMO Harris Bradley Center       | Purity Ring                | N/A                        | N/A                        |
| 6 de dezembro de 2017      | Detroit                    | Estados Unidos             | Little Caesars Arena            | Purity Ring                | N/A                        | N/A                        |
| 7 de dezembro de 2017      | Grand Rapids               | Estados Unidos             | Van Andel Arena                 | Purity Ring                | N/A                        | N/A                        |
| 9 de dezembro de 2017      | Indianápolis               | Estados Unidos             | Bankers Life Fieldhouse         | Purity Ring                | N/A                        | N/A                        |
| 10 de dezembro de 2017     | Cleveland                  | Estados Unidos             | Quicken Loans Arena             | Purity Ring                | N/A                        | N/A                        |
| 12 de dezembro de 2017     | Atlanta                    | Estados Unidos             | Philips Arena                   | Purity Ring                | 8,782 / 10,580 (83.01%)    | US$ 950,017                |
| 15 de dezembro de 2017     | Tampa                      | Estados Unidos             | Amalie Arena                    | Purity Ring                | N/A                        | N/A                        |
| 17 de dezembro de 2017     | Orlando                    | Estados Unidos             | Amway Center                    | Purity Ring                | N/A                        | N/A                        |
| 20 de dezembro de 2017     | Miami                      | Estados Unidos             | American Airlines Arena         | Purity Ring                | N/A                        | N/A                        |
| Ásia                       |                            |                            |                                 |                            |                            |                            |
| 31 de dezembro de 2017     | Abu Dhabi                  | Emirados Árabes Unidos     | du Arena                        | N/A                        | N/A                        | N/A                        |
| Etapa 1 – América do Norte |                            |                            |                                 |                            |                            |                            |
| 5 de janeiro de 2018       | Nova Orleans               | Estados Unidos             | Smoothie King Center            | Carly Rae Jepsen           | N/A                        | N/A                        |
| 7 de janeiro de 2018       | Houston                    | Estados Unidos             | Toyota Center                   | Carly Rae Jepsen           | 9,655 / 10,432 (92.55%)    | US$ 1,139,385              |
| 10 de janeiro de 2018      | San Antonio                | Estados Unidos             | AT&T Center                     | Carly Rae Jepsen           | N/A                        | N/A                        |
| 12 de janeiro de 2018      | North Little Rock          | Estados Unidos             | Verizon Arena                   | Carly Rae Jepsen           | N/A                        | N/A                        |
| 14 de janeiro de 2018      | Dallas                     | Estados Unidos             | American Airlines Center        | Carly Rae Jepsen           | N/A                        | N/A                        |
| 19 de janeiro de 2018      | Glendale                   | Estados Unidos             | Gila River Arena                | Carly Rae Jepsen           | N/A                        | N/A                        |
| 20 de janeiro de 2018      | Las Vegas                  | Estados Unidos             | T-Mobile Arena                  | Carly Rae Jepsen           | 12,944 / 13,947 (92.81%)   | US$ 1,230,517              |
| 31 de janeiro de 2018      | Sacramento                 | Estados Unidos             | Golden 1 Center                 | Carly Rae Jepsen           | N/A                        | N/A                        |
| 2 de fevereiro de 2018     | Portland                   | Estados Unidos             | Moda Center                     | Carly Rae Jepsen           | N/A                        | N/A                        |
| 3 de fevereiro de 2018     | Tacoma                     | Estados Unidos             | Tacoma Dome                     | Carly Rae Jepsen           | 17,136 / 17,970 (95.36%)   | US$ 1,436,723              |
| 5 de fevereiro de 2018     | Vancouver                  | Canadá                     | Rogers Arena                    | Carly Rae Jepsen           | N/A                        | N/A                        |
| 6 de fevereiro de 2018     | Vancouver                  | Canadá                     | Rogers Arena                    | Carly Rae Jepsen           | N/A                        | N/A                        |
| Etapa 2 — América do Sul   |                            |                            |                                 | Carly Rae Jepsen           |                            |                            |
| 8 de março de 2018         | Santiago                   | Chile                      | Pista Atlética Estádio Nacional | N/A                        | N/A                        | N/A                        |
| 11 de março de 2018        | Buenos Aires               | Argentina                  | Club Ciudad                     | Lali                       | N/A                        | N/A                        |
| 14 de março de 2018        | Porto Alegre               | Brasil                     | Arena do Grêmio                 | Valéria Bebe Rexha         | N/A                        | N/A                        |
| 17 de março de 2018        | São Paulo                  | Brasil                     | Allianz Parque                  | Bebe Rexha                 | N/A                        | N/A                        |
| 18 de março de 2018        | Rio de Janeiro             | Brasil                     | Praça da Apoteose               | Bebe Rexha                 | N/A                        | N/A                        |
| 21 de março de 2018        | Lima                       | Peru                       | Jockey Club Parcela H           | Bebe Rexha                 | N/A                        | N/A                        |
| Etapa 3 — Ásia             |                            |                            |                                 |                            |                            |                            |
| 27 de março de 2018        | Saitama                    | Japão                      | Saitama Super Arena             | N/A                        | N/A                        | N/A                        |
| 28 de março de 2018        | Saitama                    | Japão                      | Saitama Super Arena             | N/A                        | N/A                        | N/A                        |
| 30 de março de 2018        | Chek Lap Kok               | Hong Kong                  | AsiaWorld Arena                 | N/A                        | N/A                        | N/A                        |
| 2 de abril de 2018         | Manila                     | Filipinas                  | Mall of Asia Arena              | N/A                        | N/A                        | N/A                        |
| 4 de abril de 2018         | Taipei                     | Taiwan                     | Taipei Arena                    | N/A                        | N/A                        | N/A                        |
| 6 de abril de 2018         | Seul                       | Coreia do Sul              | Gocheok Sky Dome                | N/A                        | N/A                        | N/A                        |
| 8 de abril de 2018         | Kallang                    | Singapura                  | Singapore Indoor Stadium        | N/A                        | N/A                        | N/A                        |
| 10 de abril de 2018        | Bangkok                    | Tailândia                  | IMPACT Arena                    | N/A                        | N/A                        | N/A                        |
| 14 de abril de 2018        | Jakarta                    | Indonésia                  | Indonesia Convention Exhibition | N/A                        | N/A                        | N/A                        |
| Etapa 4 — América do Norte |                            |                            |                                 |                            |                            |                            |
| 3 de maio de 2018          | Cidade do México           | México                     | Arena Ciudad de México          | N/A                        | N/A                        | N/A                        |
| 4 de maio de 2018          | Cidade do México           | México                     | Arena Ciudad de México          | N/A                        | N/A                        | N/A                        |
| 8 de maio de 2018          | Monterrei                  | México                     | Arena Monterrey                 | N/A                        | N/A                        | N/A                        |
| 9 de maio de 2018          | Monterrei                  | México                     | Arena Monterrey                 | N/A                        | N/A                        | N/A                        |
| 11 de maio de 2018         | Guadalajara                | México                     | Arena VFG                       | N/A                        | N/A                        | N/A                        |
| 19 de maio de 2018         | Santa Barbara              | Estados Unidos             | Santa Barbara Bowl              | N/A                        | N/A                        | N/A                        |
| Etapa 5 — Europa           |                            |                            |                                 |                            |                            |                            |
| 23 de maio de 2018         | Colônia                    | Alemanha                   | Lanxess Arena                   | Tove Styrke                | N/A                        | N/A                        |
| 24 de maio de 2018         | Antuérpia                  | Bélgica                    | Sportpaleis                     | Tove Styrke                | N/A                        | N/A                        |
| 26 de maio de 2018         | Amsterdã                   | Países Baixos              | Ziggo Dome                      | Tove Styrke                | N/A                        | N/A                        |
| 27 de maio de 2018         | Amsterdã                   | Países Baixos              | Ziggo Dome                      | Tove Styrke                | N/A                        | N/A                        |
| 29 de maio de 2018         | Paris                      | França                     | AccorHotels Arena               | Tove Styrke                | N/A                        | N/A                        |
| 30 de maio de 2018         | Paris                      | França                     | AccorHotels Arena               | Tove Styrke                | N/A                        | N/A                        |
| 1º de junho de 2018        | Zurique                    | Suíça                      | Hallenstadion                   | Tove Styrke                | N/A                        | N/A                        |
| 2 de junho de 2018         | Bolonha                    | Itália                     | Unipol Arena                    | Tove Styrke                | N/A                        | N/A                        |
| 4 de junho de 2018         | Viena                      | Áustria                    | Wiener Stadthalle               | Tove Styrke                | N/A                        | N/A                        |
| 6 de junho de 2018         | Berlim                     | Alemanha                   | Mercedes-Benz Arena             | Tove Styrke                | N/A                        | N/A                        |
| 8 de junho de 2018         | Copenhague                 | Dinamarca                  | Royal Arena                     | Tove Styrke                | N/A                        | N/A                        |
| 10 de junho de 2018        | Estocolmo                  | Suécia                     | Ericsson Globe                  | Tove Styrke                | N/A                        | N/A                        |
| 14 de junho de 2018        | Londres                    | Inglaterra                 | The O2 Arena                    | Hailee Steinfeld           | N/A                        | N/A                        |
| 15 de junho de 2018        | Londres                    | Inglaterra                 | The O2 Arena                    | Hailee Steinfeld           | N/A                        | N/A                        |
| 18 de junho de 2018        | Birmingham                 | Inglaterra                 | Arena Birmingham                | Hailee Steinfeld           | N/A                        | N/A                        |
| 19 de junho de 2018        | Sheffield                  | Inglaterra                 | Sheffield Arena                 | Hailee Steinfeld           | N/A                        | N/A                        |
| 21 de junho de 2018        | Liverpool                  | Inglaterra                 | Echo Arena                      | Hailee Steinfeld           | N/A                        | N/A                        |
| 22 de junho de 2018        | Manchester                 | Inglaterra                 | Manchester Arena                | Hailee Steinfeld           | N/A                        | N/A                        |
| 24 de junho de 2018        | Glasgow                    | Escócia                    | The SSE Hydro                   | Hailee Steinfeld           | N/A                        | N/A                        |
| 25 de junho de 2018        | Newcastle                  | Inglaterra                 | Metro Radio Arena               | Hailee Steinfeld           | N/A                        | N/A                        |
| 28 de junho de 2018        | Barcelona                  | Espanha                    | Palau Sant Jordi                | Hailee Steinfeld           | N/A                        | N/A                        |
| 30 de junho de 2018        | Lisboa                     | Portugal                   | Parque da Bela Vista            | —                          | N/A                        | N/A                        |
| Etapa 6 — África           |                            |                            |                                 |                            |                            |                            |
| 18 de julho de 2018        | Joanesburgo                | África do Sul              | Ticketpro Dome                  | Elle B                     | N/A                        | N/A                        |
| 20 de julho de 2018        | Joanesburgo                | África do Sul              | Ticketpro Dome                  | Elle B                     | N/A                        | N/A                        |
| 21 de julho de 2018        | Joanesburgo                | África do Sul              | Ticketpro Dome                  | Elle B                     | N/A                        | N/A                        |
| Etapa 7 — Oceania          |                            |                            |                                 |                            |                            |                            |
| 24 de julho de 2018        | Perth                      | Austrália                  | Perth Arena                     | Starley                    | N/A                        | N/A                        |
| 25 de julho de 2018        | Perth                      | Austrália                  | Perth Arena                     | Starley                    | N/A                        | N/A                        |
| 28 de julho de 2018        | Adelaide                   | Austrália                  | Adelaide Entertainment Centre   | Starley                    | N/A                        | N/A                        |
| 30 de julho de 2018        | Adelaide                   | Austrália                  | Adelaide Entertainment Centre   | Starley                    | N/A                        | N/A                        |
| 31 de julho de 2018        | Adelaide                   | Austrália                  | Adelaide Entertainment Centre   | Starley                    | N/A                        | N/A                        |
| 2 de agosto de 2018        | Melbourne                  | Austrália                  | Rod Laver Arena                 | Starley                    | N/A                        | N/A                        |
| 3 de agosto de 2018        | Melbourne                  | Austrália                  | Rod Laver Arena                 | Starley                    | N/A                        | N/A                        |
| 5 de agosto de 2018        | Melbourne                  | Austrália                  | Rod Laver Arena                 | Starley                    | N/A                        | N/A                        |
| 8 de agosto de 2018        | Brisbane                   | Austrália                  | Brisbane Entertainment Centre   | Zedd                       | N/A                        | N/A                        |
| 10 de agosto de 2018       | Brisbane                   | Austrália                  | Brisbane Entertainment Centre   | Zedd                       | N/A                        | N/A                        |
| 13 de agosto de 2018       | Sydney                     | Austrália                  | Qudos Bank Arena                | Zedd                       | N/A                        | N/A                        |
| 14 de agosto de 2018       | Sydney                     | Austrália                  | Qudos Bank Arena                | Zedd                       | N/A                        | N/A                        |
| 16 de agosto de 2018       | Sydney                     | Austrália                  | Qudos Bank Arena                | Zedd                       | N/A                        | N/A                        |
| 17 de agosto de 2018       | Sydney                     | Austrália                  | Qudos Bank Arena                | Zedd                       | N/A                        | N/A                        |
| 20 de agosto de 2018       | Auckland                   | Nova Zelândia              | Spark Arena                     | Zedd                       | N/A                        | N/A                        |
| 21 de agosto de 2018       | Auckland                   | Nova Zelândia              | Spark Arena                     | Zedd                       | N/A                        | N/A                        |
| Total                      | Total                      | Total                      | Total                           | Total                      | 1.273.559                  | U$120,779,403              |

### Apresentações canceladas
| Data                   | Cidade    | País           | Local           | Motivo              |
| ---------------------- | --------- | -------------- | --------------- | ------------------- |
| 16 de setembro de 2017 | Buffalo   | Estados Unidos | KeyBank Center  | Atrasos na produção |
| 27 de setembro de 2017 | Charlotte | Estados Unidos | Spectrum Center | Conflito de agenda  |